# محاصره کاستل‌نوو

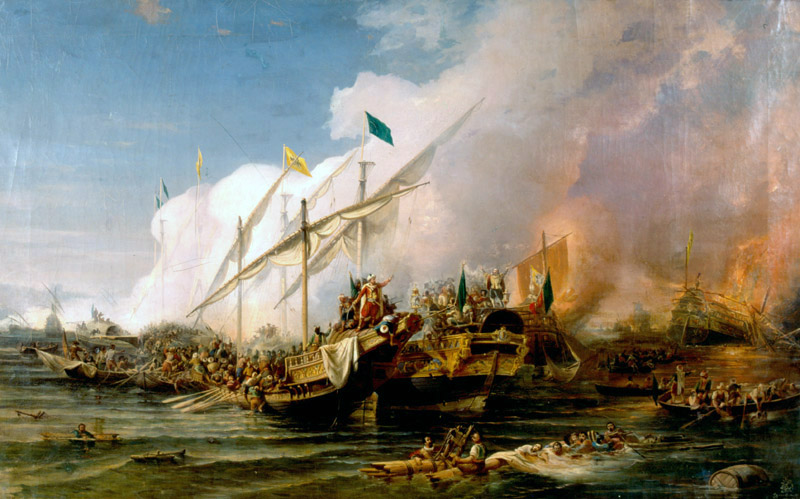
بارباروس خیرالدین پاشا، اتحاد مقدس کارل پنجم به فرماندهی آندره دوریا را در نبرد پروزا شکست داد. نقاشی مربوط به سال ۱۸۶۶.

محاصره کاستل‌نوو (Siege of Castelnuovo) از سری جنگ‌های عثمانی و هابسبورگ برای کنترل مدیترانه بود که در ژوئیه ۱۵۳۹ در شهر کاستل‌نوو، هرتسگ نووی امروزی در مونته‌نگرو روی داد. کاستل‌نوو سال قبل در جریان مبارزات نافرجام اتحاد مسیحی علیه امپراتوری عثمانی در آب‌های مدیترانه شرقی توسط نیروهای اسپانیا فتح شده بود. شهر توسط ارتش قدرتمند عثمانی به فرماندهی خیرالدین بارباروسا از خشکی و دریا محاصره شد، و نیروهای عثمانی پیشنهاد تسلیم شرافتمندانه‌ای به مدافعان شهر ارائه دادند. این شرایط توسط افسر فرمانده اسپانیایی، فرانسیسکو دِساریمنتو و ناخدایان او رد شد، با اینکه آنها می‌دانستند که ناوگان اتحاد مقدس، که در نبرد پروزا شکست خورد، نمی‌تواند به آنها یاری دهد. در طول محاصره، ارتش خیرالدین پاشا به دلیل مقاومت سرسختانه مردان ساریمنتو متحمل خسارات زیادی شد. با این وجود، سرانجام کاستل‌نوو به دست عثمانی افتاد و تقریباً تمام مدافعان اسپانیایی از جمله ساریمنتو کشته شدند. از دست دادن این شهر به تلاش مسیحیان برای بازپس‌گیری کنترل مدیترانه شرقی پایان داد. شجاعتی که تریکو ناپل در این آخرین موقف از خود نشان داد، در سراسر اروپا مورد تحسین قرار گرفت و موضوع شعرها و ترانه‌های بی‌شماری شد. پس از جلسه نیروهای نظامی شهر، پاسخ کاپیتان فرانسیسکو دِساریمنتو به درخواست تسلیم خیرالدین پاشا این بود: "Que vengan cuando quieran" (هر وقت خواستید بیایید).

## نگارخانه

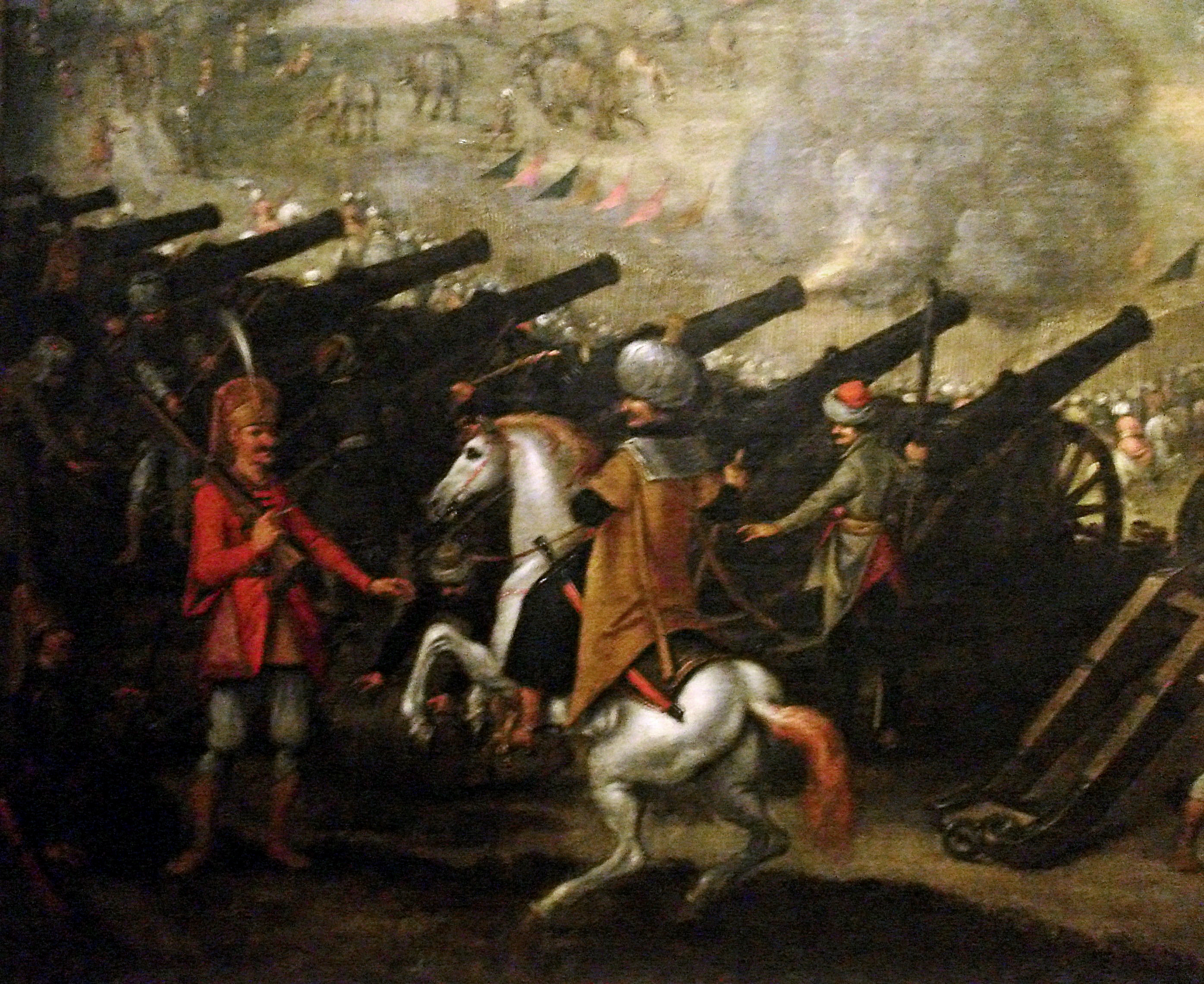
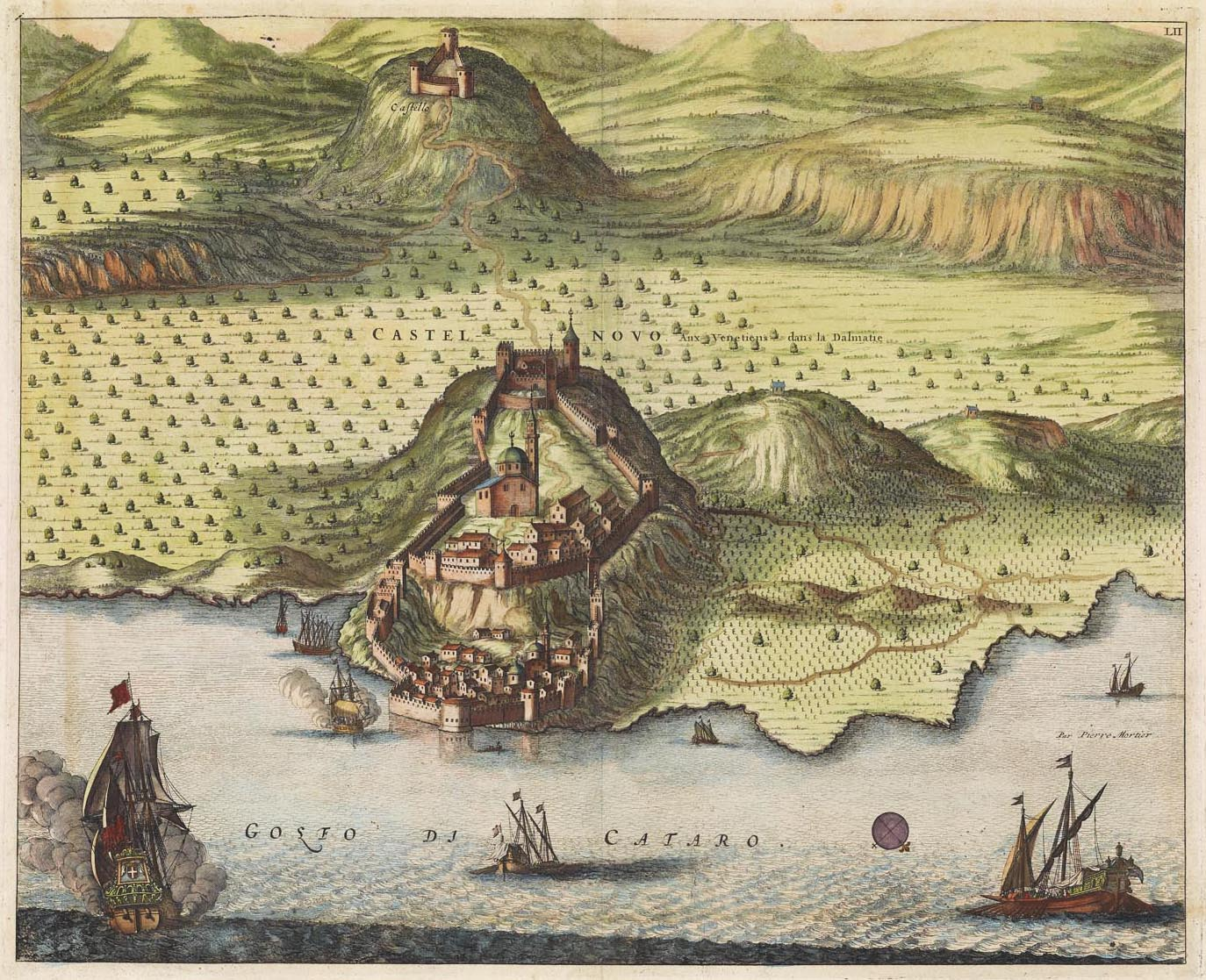
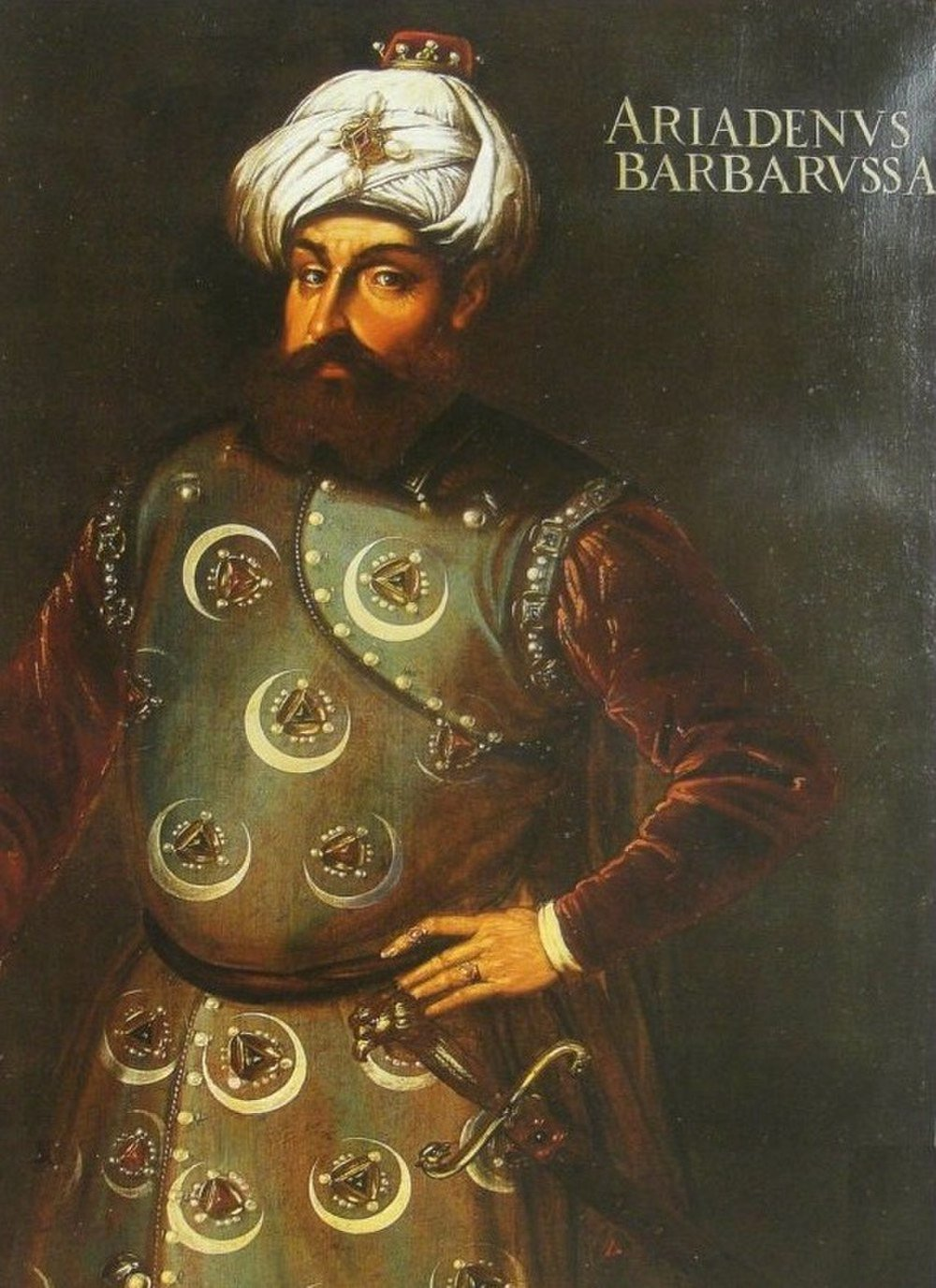
بارباروسا خیرالدین پاشا
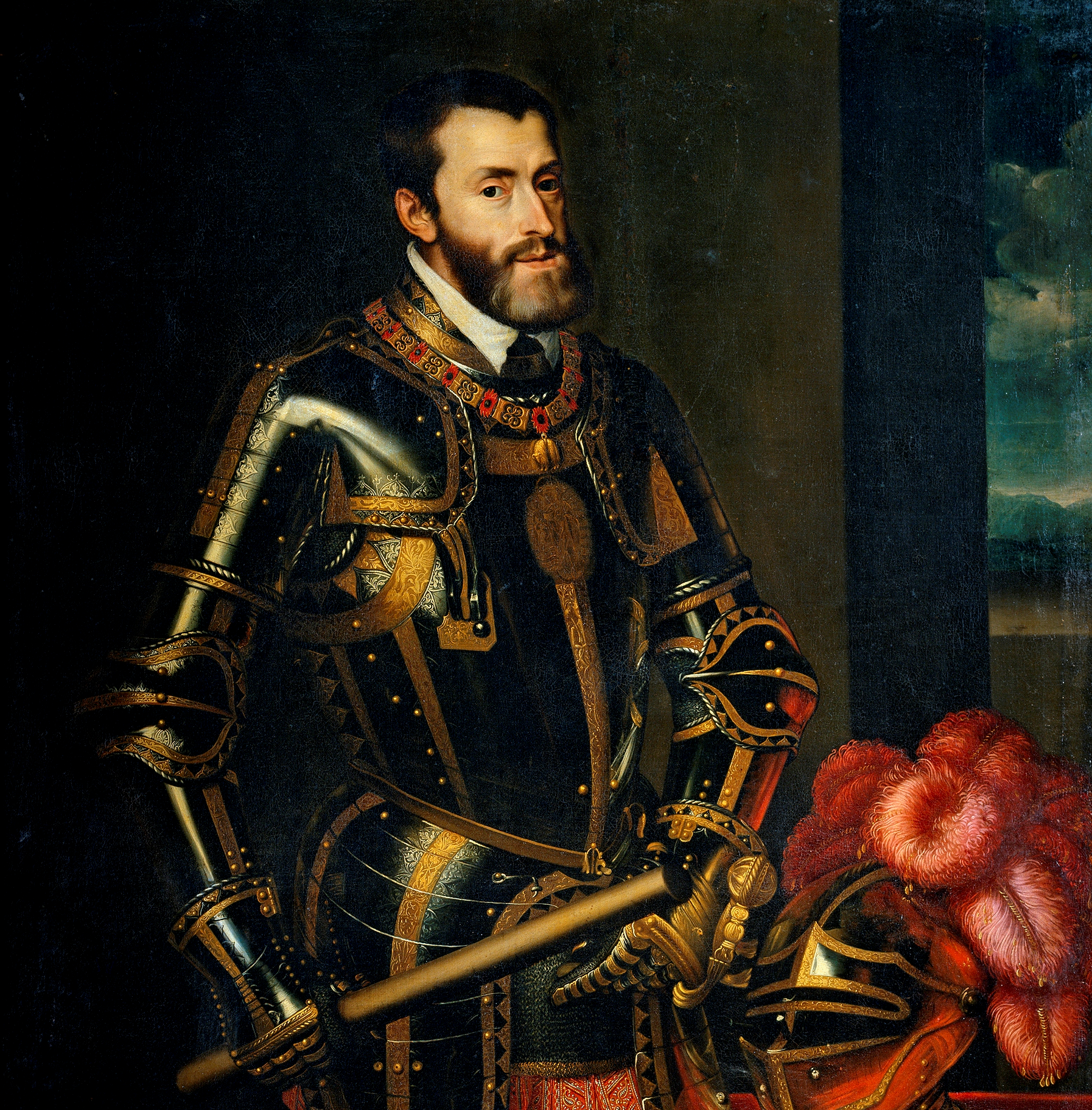
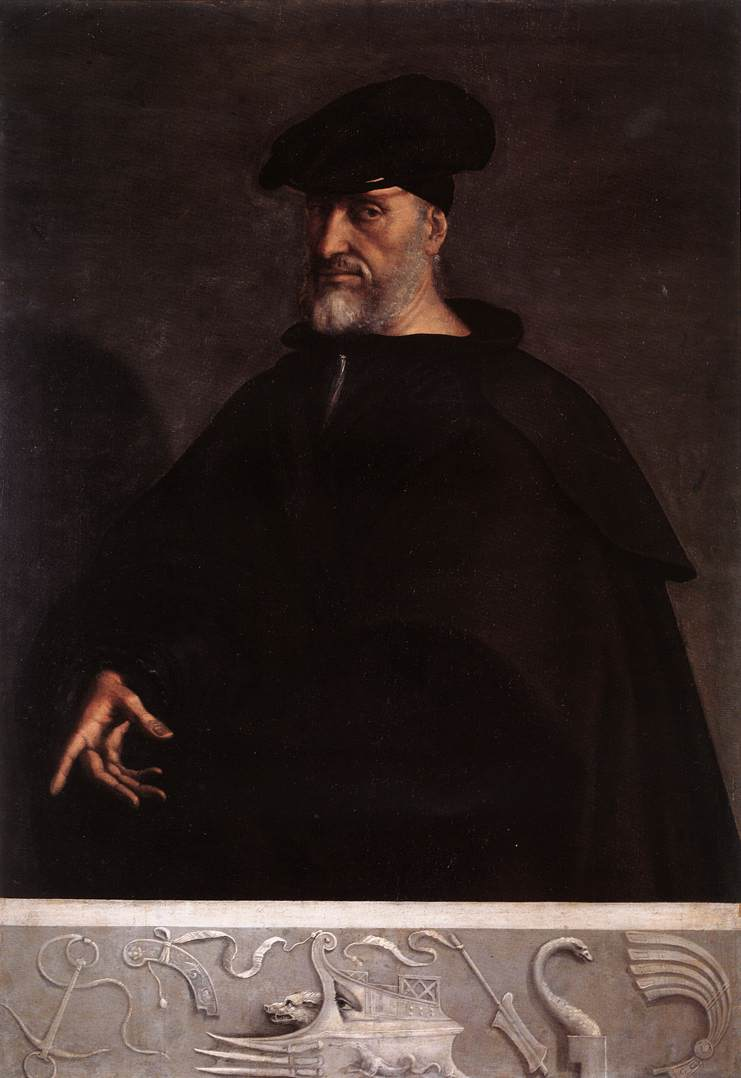